# Live Nassau Coliseum '76
Live Nassau Coliseum '76 is een livealbum van de Britse muzikant David Bowie, uitgebracht op 10 februari 2017. Het album werd opgenomen tijdens zijn show in het Nassau Veterans Memorial Coliseum op 23 maart 1976 tijdens de Isolar – 1976 Tour ter promotie van zijn album Station to Station. Het album werd eerder uitgebracht bij de heruitgave van Station to Station in 2010 en als onderdeel van de boxset Who Can I Be Now? (1974–1976) in 2016.

## Tracklist
- Alle nummers geschreven door Bowie, tenzij anders genoteerd.

1. "Station to Station" – 11:53
2. "Suffragette City" – 3:31
3. "Fame" (Bowie/John Lennon/Carlos Alomar) – 4:02
4. "Word on a Wing" – 6:06
5. "Stay" – 7:25
6. "Waiting for the Man" (Lou Reed) – 6:20
7. "Queen Bitch" – 3:12
8. "Life on Mars?" – 2:13
9. "Five Years" – 5:03
10. "Panic in Detroit" (edit) – 6:03
11. "Changes" – 4:11
12. "TVC 15" – 4:58
13. "Diamond Dogs" – 6:38
14. "Rebel Rebel" – 4:07
15. "The Jean Genie" – 7:28

## Musici
- David Bowie: zang
- Carlos Alomar, Stacey Heydon: gitaar
- Dennis Davis: drums
- George Murray: basgitaar
- Tony Kaye: keyboard